# Where2Go
Where2go er et magasin udgivet af Aller Media. Det første nummer udkommer marts 2015 i forventet 150.000 eksemplarer med rejsereportager. Sammen med magasinet bliver en hjemmeside tilgængelig og der vil blive afholdt rejsemesser for offentligheden. Where2go er et supplement til Aller Medias øvrige aktiviteter med rejsebureauet Nyhavn Rejser.
Titlen var tidligere anvendt af et andet magasin med livsstilstof, købt af Aller Media i 2012. Bladet kom tidligere i et oplag på 30.000 eksemplarer.